# Anita Traversi
Anita Traversi (* 25. Juli 1937 in Giubiasco/Tessin (Schweiz); † 25. September 1991 in Bellinzona/Tessin) war in den 1960er Jahren eine in Italien und im deutschsprachigen Raum bekannte Schweizer Schlagersängerin.

## Biographie und künstlerisches Wirken
Anita Traversi wurde in eine musikalische Familie hineingeboren. Der Vater, der seine Tochter zum Singen angeregt hatte, war Schlagzeuger in einem Orchester. Im Alter von 18 Jahren sang sie für das Radio-Orchester der italienischsprachigen Schweiz. Die junge Künstlerin nahm an seinerzeit beliebten Sendungen wie Musik ohne Grenzen und Musique aux Champs Elysées teil. Bald wurde die Schallplattenindustrie auf Anita Traversi aufmerksam. 1959 erhielt sie in Italien ihren ersten Vertrag.
Ein Jahr später nahm sie mit Adriano Celentano den Song Piccola auf, der in der italienischen Hitparade bis auf Platz 9 vorrückte. Die beiden Künstler nahmen noch weitere Schlager auf, unter anderem Ritorna lo Shimmy, Coccolona (Mama’s Baby) und Gilliy.
Am 29. März 1960 nahm Anita Traversi am Eurovision Song Contest teil. Mit dem Lied Cielo e terra belegte sie den 8. Platz. Danach sang sie noch bei zwei weiteren schweizerischen Vorentscheidungen für den Grand Prix Eurovision, erreichte aber keine Platzierung. Inzwischen nahm die Ariola die Künstlerin unter Vertrag und produzierte mit ihr 1962 die Single Du weisse Taube/Ein Kranz von roten Rosen, die über einen Achtungserfolg nicht hinaus kam. Bald folgten Auftritte im schweizerischen Fernsehen, unter anderem in Show-Boat, einer musikalischen Kreuzfahrt auf helvetischen Gewässern.
Am 15. Juni 1963 nahm Anita Traversi an den Deutschen Schlagerfestspielen in Baden-Baden teil. Dort erreichte sie mit ihrem Lied Ob in Bombay, ob in Rio den zweiten Platz. Siegerin wurde Gitte mit Ich will ’nen Cowboy als Mann. Mit Ob in Bombay, ob in Rio war ihr nicht der grosse Erfolg vergönnt, den machte hiermit Margot Eskens, die den Song coverte.
Die Künstlerin beteiligte sich am 21. März 1964 in Kopenhagen erneut am Grand Prix Eurovision. Dabei erreichte sie mit I miei pensieri (dt. «Meine Gedanken») nur den 13. Platz. 1967 und 1976 nahm sie noch an den schweizerischen Vorentscheidungen für den Grand Prix Eurovision teil, dabei erreichte sie keine sehr gute Platzierungen.
1964 coverte sie den von Mick Jagger, Keith Richards und Andrew Oldham für Marianne Faithfull geschriebenen Song As Tears Go By unter dem deutschen Titel: Es ist so schön, verliebt zu sein (Rückseite: September-Moon). Der 1965 von ihr gesungene Titel Mallorca basierte auf Paradise Of Love von Bernat Pomar.
Nachdem die Sängerin von Ariola wegen geringer Verkaufszahlen nicht mehr produziert wurde, wechselte Anita Traversi 1970 zum Label Heco. Doch der grosse Erfolg blieb auch dort aus. 1972 wurde Anita Traversi Mutter und zog sich aus dem Showgeschäft zurück.

## Diskografie
Singles (Auswahl) 
- Du weiße Taube (1962)
- Lava (1963)
- Ob in Bombay, ob in Rio (1963)
- El amor (1963)
- No no Signore (1964)
- Heimweh nach der Liebe (1964)
- Es ist so schön, verliebt zu sein (1964)
- Crazy Crazy (1965)
- Mallorca (1965)